# HD 133652
HD 133652，又名CD-3011960，SAO 206300、HR 5619，是一颗恒星，视星等为5.96，位于銀經334.3，銀緯23.6，其B1900.0坐标为赤經15h 0m 29s，赤緯-30° 23.6′ 48″。